# Chaire à prêcher de la chapelle Saint-Louis
La chaire à prêcher de la chapelle Saint-Louis de l'Hôpital à Saint-Germain-en-Laye, une commune du département des Yvelines dans la région Île-de-France en France, est une chaire datant du XVIIIe siècle. La chaire est inscrite monument historique au titre d'objet depuis le 3 novembre 1982.
La chaire portative en chêne est décoré sur la partie supérieure d'un médaillon constitué de feuillages sculptés dans le bois. Une guirlande de laurier court tout autour de la chaire, formant des sortes d'anneaux aux quatre angles.  